# Vale de Vaíde
Vale de Vaíde é uma aldeia portuguesa, localizada na freguesia de Santo André de Poiares, Município de Vila Nova de Poiares, distrito de Coimbra.
Trata-se de uma pequena localidade, com apenas algumas dezenas de habitantes permanentes, que dista em cerca de 4 km da sede de município e situa-se num vale suave, desenvolvendo-se na sua encosta ocidental.
Os seus principais acessos são a estrada intermunicipal, que liga as localidades de Entroncamento de Poiares (Vila Nova de Poiares) e de Casal de Ermio (Lousã), a partir de antigo troço da Estrada Nacional nº 2 e a estrada municipal que, a partir da localidade de Couchel, une Vale de Vaíde à Estrada da Beira (EN 17).
A localidade está implantada no quadrante sudeste do concelho de Vila Nova de Poiares, a escassas centenas de metros do concelho da Lousã, e é rodeada por várias localidades.
A Norte, Entroncamento de Poiares, Vila Chã e Cascalho; a Este Vale de Afonso e Forcado; a Sul, Framilo e a Oeste Couchel e Vale de Vaz.

## História
De "Valle de Vahide, importante povoação do nosso concelho", como a caracteriza José Maria Dias Ferrão (1905: 79), há referências em tombos dos séculos XVII e XVIII do Mosteiro de Santa Maria de Lorvão, pelo que os vizinhos de Vale de Vaíde manteriam relações sócio-económicas com aquele mosteiro (FERRÃO, 1905).
Ainda no início do Século XX, o correspondente do Jornal de Penacova afirma:
"Poiares, 18.
Teve lugar, no ultimo domingo, a palestra de propaganda republicana em Valle de Vahide, povoação das mais importantes do concelho, à qual assistiu muita gente d’alli e arredores, fallando os cidadãos dr. Alfredo Neves, Ângelo de Mello e Ulpiano Montenegro, sendo bastante applaudidos.
No próximo domingo dizem-nos que se repetirá a palestra na povoação da Risca-Silva.
[…]
A."
O que nos mostra a importância da povoação nos alvores daquele século.

## Património
- Alminhas de Vale de Vaíde
- Capela de Nossa Senhora das Preces
- Centro de Convívio de Vale de Vaíde

## Festas e tradições
Em Vale de Vaíde, realizam-se todos os anos no 3º Fim de Semana do mês de Agosto as tradicionais festas em honra de Nossa Senhora das Preces, padroeira da localidade.
Estas festas, simultaneamente religiosas e profanas, são frequentemente motivo para a visita de naturais da aldeia que se encontram noutros locais e de grande número de outros visitantes, contribuindo decisivamente para a divulgação de Vale de Vaíde.